# KiKi Layne
Kiandra "KiKi" Layne, född den 10 december 1991 i Cincinnati, är en amerikansk skådespelare.
KiKi Layne har bland annat medverkat i filmerna The Old Guard och uppföljaren The Old Guard 2 där hon spelade Nile Freeman, en av filmens huvudroller. I filmen If Beale Street Could Talk spelade hon Tish Rivers, även det en av huvudrollerna.

## Filmografi (i urval)
- 2018 – If Beale Street Could Talk
- 2020 – The Old Guard
- 2022 – Don't Worry Darling
- 2022 – Piff och Puff – Räddningspatrullen
- 2025 – The Old Guard 2